# Les Éduts
Les Éduts – miejscowość i gmina we Francji, w regionie Nowa Akwitania, w departamencie Charente-Maritime.
Według danych na rok 1990 gminę zamieszkiwały 82 osoby, a gęstość zaludnienia wynosiła 10 osób/km² (wśród 1467 gmin regionu Poitou-Charentes Les Éduts plasuje się na 903. miejscu pod względem liczby ludności, natomiast pod względem powierzchni na miejscu 930.).